# عبدالرحیم بنکجان
عبدالرحیم بنکجان (انگلیسی: Abderrahim Benkajjane؛ زادهٔ ۱ ژوئن ۱۹۸۳) بازیکن فوتبال اهل مراکش است.
از باشگاه‌هایی که در آن بازی کرده‌است می‌توان به باشگاه فوتبال الکوکب المراکشی، باشگاه فوتبال الوداد کازابلانکا، و باشگاه ورزشی خیطان کویت اشاره کرد.